# Augusta Camp Best Collection 1999-2008
『Augusta Camp Best Collection 1999-2008』（オーガスタ キャンプ ベスト コレクション 1999-2008）は、福耳の1枚目のライブDVD。2008年12月3日にBMG JAPANから発売された。

## 解説
毎年夏に行われる「Augusta Camp」の10年分のライブ映像の中から、参加アーティストのベスト・パフォーマンスを厳選して収録している。

## 収録内容

### DISC-1
- 山崎まさよし

1. One more time, One more chance / 1999
2. 僕はここにいる / 2000
3. Passage / 2001
4. Fat Mama / 2002
5. 未完成 / 2003
6. ビー玉望遠鏡(スコープ) / 2004
7. 8月のクリスマス / 2005
8. 晴男（with 佐藤洋介<COIL>） / 2006
9. ガムシャラ バタフライ～××しようよ / 2007
10. 真夜中のBoon Boon / 2008

- 元ちとせ

1. 竜宮の使い / 2001
2. ひかる・かいがら / 2002
3. ハミングバード / 2003
4. 青のレクイエム / 2006
5. あなたがここにいてほしい / 2007
6. カッシーニ / 2008

- 秦基博

1. シンクロ / 2006
2. 鱗 / 2007
3. キミ、メグル、ボク / 2008

### DISC-2
- 杏子

1. JOHNNY MOON DOGの行方に関する仮説 / 2001
2. Miss Nancy Boy / 2002
3. 口いっぱいの愛を（with COIL） / 2003
4. MUDDY FLOWER / 2004
5. 幕末Wasshoi / 2006
6. アヴァンギャルド / 2007
7. ENAMEL / 2008

- スガシカオ

1. あまい果実 / 2001
2. 黄金の月 / 2002
3. SPIRIT / 2003
4. アシンメトリー / 2004
5. June / 2005
6. 19才 / 2006
7. フォノスコープ / 2007
8. コノユビトマレ / 2008

- COIL

1. 天才ヴァガボンド / 1999
2. BIRDS / 2001
3. Loveless / 2003
4. Nowhere Land / 2004
5. バス待ち / 2006
6. あ・い・す・ま・せ・ん / 2007
7. Good Day Afternoon（with 杏子、山崎まさよし、スガ シカオ、あらきゆうこ<mi-gu>、元ちとせ） / 2008

- 長澤知之

1. マンドラゴラの花 / 2005
2. 僕らの輝き / 2006
3. RED / 2007
4. P.S.S.O.S. / 2008

### DISC-3
- スキマスイッチ

1. 小さな手 / 2002
2. view / 2003
3. 奏（かなで） / 2004
4. ボクノート / 2006
5. ガラナ / 2007
6. 全力少年 / 2008

- MICRON' STUFF

1. Precious / 2007
2. Time / 2008

- mi-gu

1. sakaiminato～Lazy / 2003

- 福耳

1. 星のかけらを探しに行こう Again / 1999
2. カウンセリング&メンテナンス / 2001
3. 10 Years After / 2002
4. SUMMER of LOVE / 2003
5. ALL OVER AGAIN / 2003
6. このところ ちょっと / 2004
7. 惑星タイマー / 2006
8. 夜空ノムコウ / 2007
9. DANCE BABY DANCE / 2008
10. 夏はこれからだ! / 2008
11. History of Augusta Camp

## 初回特典内容
フォト・ブックレット+3面デジパック+三方背スケルトンカバー仕様。さらに「Augusta Camp 2008〜10th Anniversary〜」の福耳・スタジオリハーサルに潜入した約10分の秘蔵映像を収録。

## 参加アーティスト
- 杏子
- 山崎まさよし
- スガシカオ
- COIL
- 元ちとせ
- スキマスイッチ
- mi-gu
- 秦基博
- 長澤知之
- MICRON' STUFF